# Hans Saner
Hans Saner (* 3. Dezember 1934 in Grosshöchstetten; † 26. Dezember 2017 in Basel) war ein Schweizer Philosoph. Von 1962 bis 1969 war er persönlicher Assistent von Karl Jaspers.

## Leben und Wirken
Hans Saner wuchs im frommen Milieu einer Täufer-Familie als jüngstes von sechs Geschwistern in Grosshöchstetten im Kanton Bern auf. Er wandte sich schon als Vierzehnjähriger von der Kirche der Eltern ab. Den endgültigen Ausschlag gab dabei nach eigener Aussage, dass diese Gandhi als verloren bezeichneten, weil er nicht getauft war.
Nach Mittelschule und Ausbildung am Lehrerseminar in Hofwil war er fünf Jahre als Lehrer in Wilderswil tätig. Ab 1959 studierte er ein Jahr an der Universität Lausanne Romanistik, danach an der Universität Basel Germanistik, Psychologie und Philosophie, wo er 1967 mit einer Dissertation über Kants politische Philosophie promoviert wurde. Bereits im vierten Semester hatten ihm der Germanist Walter Muschg und der Philosoph Karl Jaspers Assistentenstellen angetragen. Saner entschied sich für Jaspers und wurde nicht nur zu dessen nächstem akademischen Mitarbeiter, sondern zum Gesprächspartner und Vertrauten und nach Jaspers’ Tod bis 2000 zum Herausgeber seines Nachlasses. Jaspers hatte ihm seine 11'000 Bände umfassende Bibliothek vermacht. Er schenkte sie seinerseits Jaspers’ Geburtsstadt Oldenburg weiter.
Ende der siebziger Jahre nahm Saner seine universitäre Laufbahn wieder auf. Eine Berufung an die Universität Bern scheiterte am Widerstand rechtsgerichteter Professoren trotz des Protests der Berner Philosophiestudenten. Saner wurde Dozent an der Musikakademie Basel, wo er bis 2008 Kulturphilosophie lehrte.
Saner betrieb keine akademische Philosophie. Der «Diagnostiker der Helvetosklerose» äusserte sich regelmässig zu aktuellen politischen und gesellschaftlichen Fragen wie Alterssuizid, Abtreibung, Multikulturalität oder zur Finanzkrise und wandte sich dabei ausdrücklich an ein allgemeines Publikum. Daneben engagierte er sich politisch. So unterstützte er etwa die 2016 an der Urne gescheiterte Volksinitiative für ein bedingungsloses Grundeinkommen. Politische Ämter lehnte er dagegen stets ab; die Philosophie müsse machtfrei bleiben.

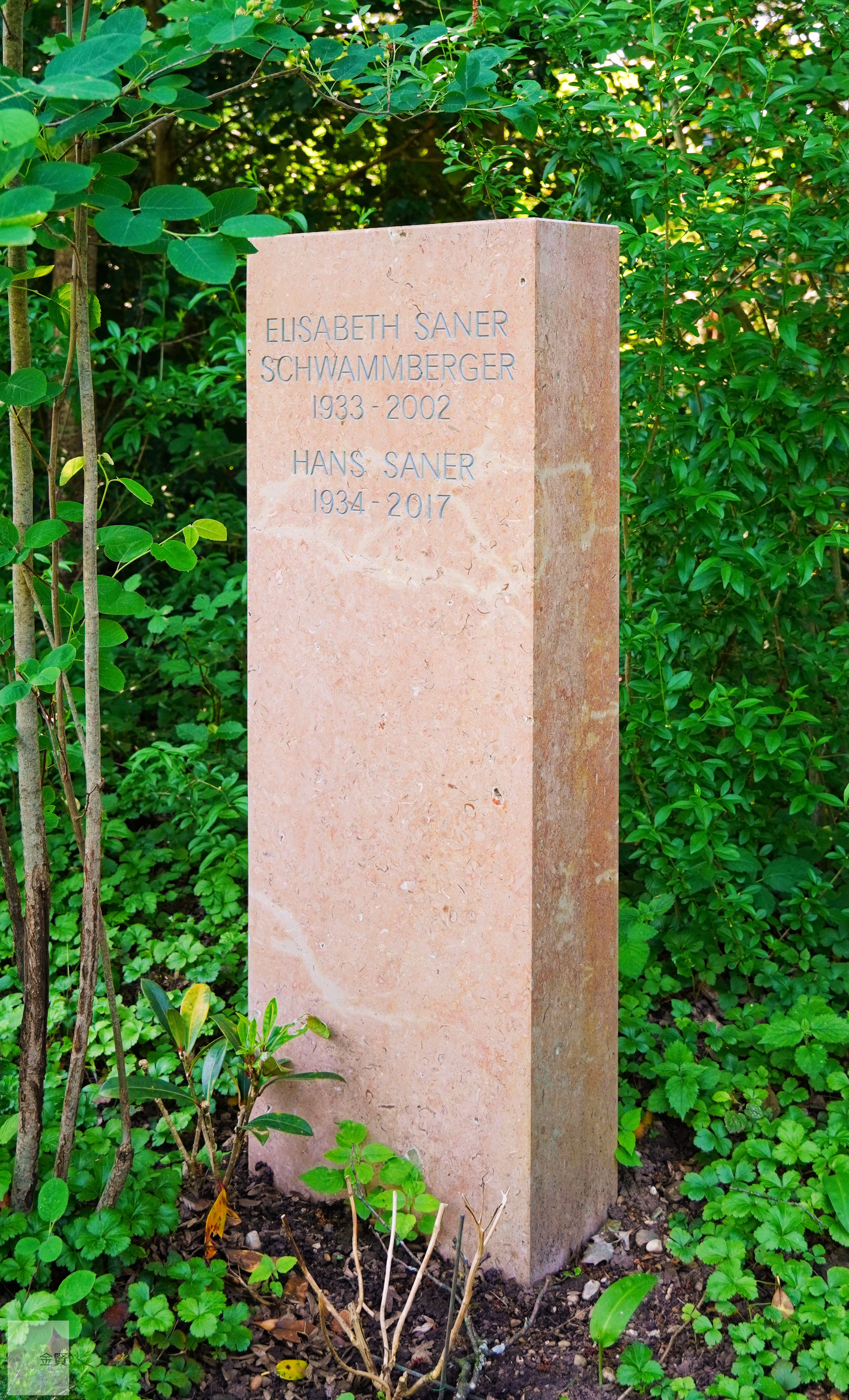
Familiengrab Saner-Schwammberger auf dem Hörnli

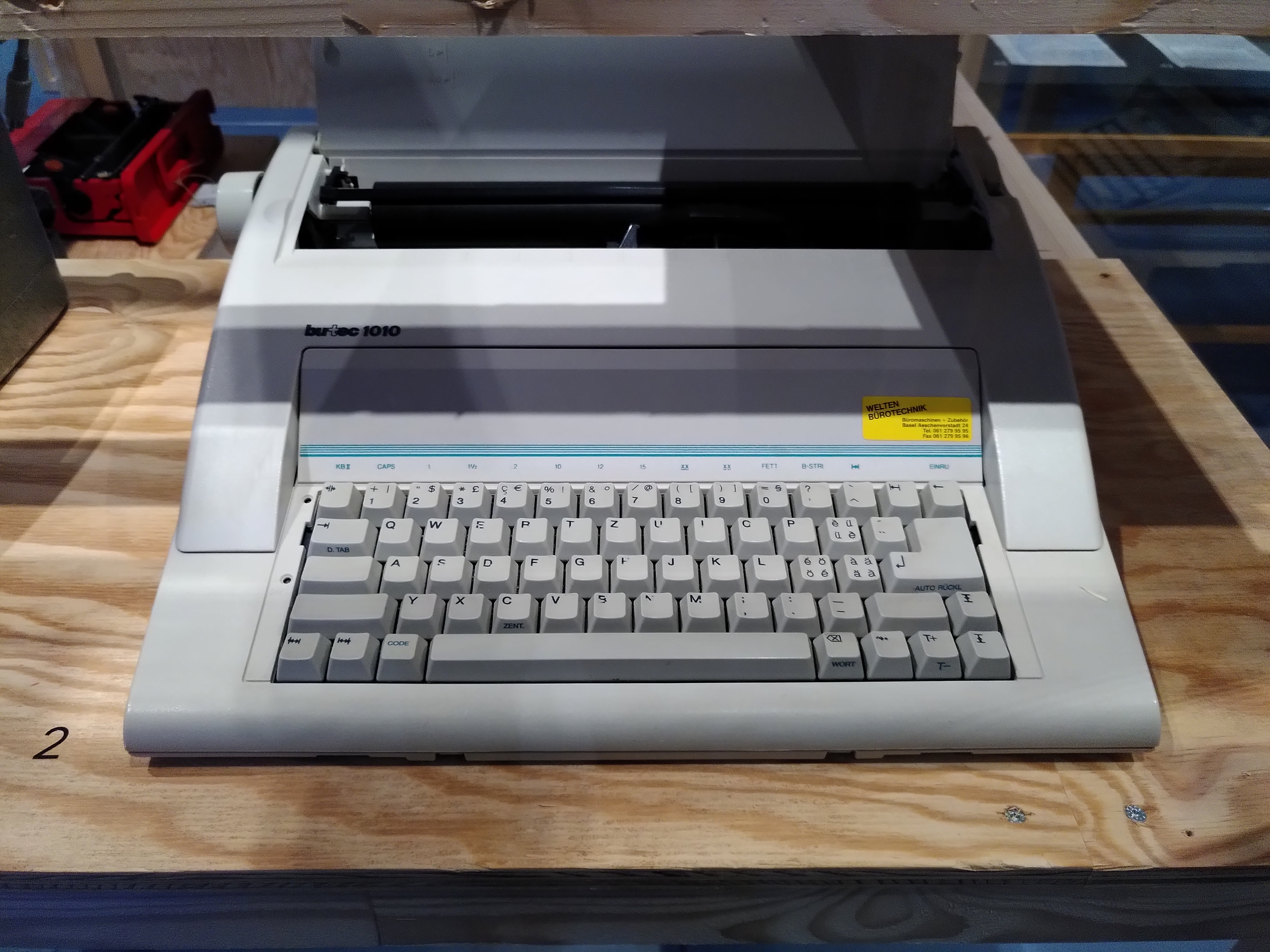
Schreibmaschine von Hans Saner

Hans Saner lebte zuletzt als freischaffender Publizist in Basel. Er starb nach langer, schwerer Krankheit gut drei Wochen nach seinem 83. Geburtstag und hinterließ seine Partnerin sowie vier Kinder. Er wurde zusammen mit seiner 2002 verstorbenen Frau Elisabeth, geb. Schwammberger (1933–2002), auf dem Friedhof am Hörnli bestattet.
Saner verfasste rund 15 Bücher, die in elf Sprachen übersetzt wurden. Sein Archiv befindet sich im Schweizerischen Literaturarchiv in Bern.

## Ehrungen und Auszeichnungen
- 1968: Hermann-Hesse-Preis
- 1995: Preis für Philosophie und Literatur des Kantons Solothurn
- 2000: Preis der Dr.-Margrit-Egnér-Stiftung
- 2004: Kunstpreis des Kantons Solothurn
- 2006: Ehrendoktorat Dr. rer. publ. h. c. der Universität St. Gallen

## Schriften
- Widerstreit und Einheit. Wege zu Kants politischem Denken (= Kants Weg vom Krieg zum Frieden. Bd. 1). Basel 1967 (zugleich: Dissertation, Universität Basel, 1967).
- Karl Jaspers. In Selbstzeugnissen und Bilddokumenten. Reinbek 1970 (12. A. 2005), ISBN 3-499-50169-4.
- Zwischen Politik und Getto. Über das Verhältnis des Lehrers zur Gesellschaft. Basel 1977, ISBN 3-85787-041-9.
- Geburt und Phantasie. Von der natürlichen Dissidenz des Kindes. Basel 1979, ISBN 3-85787-064-8.
- Hoffnung und Gewalt. Zur Ferne des Friedens. Basel 1982, ISBN 3-85787-106-7.
- Die Herde der Heiligen Kühe und ihre Hirten. Basel 1983, ISBN 3-85787-119-9.
- Identität und Widerstand. Fragen in einer verfallenden Demokratie. Basel 1988, ISBN 3-85787-155-5.
- Die Anarchie der Stille. Aphorismen. Basel 1990, ISBN 3-85787-197-0.
- Dramaturgien der Angst. Basel 1991, ISBN 3-85787-603-4.
- Macht und Ohnmacht der Symbole. Essays. Basel 1993, ISBN 3-85787-227-6.
- (Hrsg., zusammen mit Lotte Köhler): Hannah Arendt und Karl Jaspers: Briefwechsel 1926 – 1969, Piper Verlag, 1993 (New York 1992), ISBN 3-492-21757-5
- Einsamkeit und Kommunikation. Essays zur Geschichte des Denkens. Basel 1994, ISBN 3-85787-236-5.
- Mythen, die wir uns erzählen, Mythen, die wir leben, Mythen, die wir machen. Basel 1998.
- Der Schatten des Orpheus. Basel 2000, ISBN 3-85787-314-0.
- Nicht-optimale Strategien. Basel 2002, ISBN 3-85787-330-2.
- Erinnern und Vergessen. Essays zur Geschichte des Denkens. Basel 2004, ISBN 3-85787-358-2.